# 姆拉基
48°44′38″N 26°50′36″E / 48.74389°N 26.84333°E
姆拉基（烏克蘭語：Млаки）是位於烏克蘭西部赫梅利尼茨基州裏卡緬涅茨-波多利斯基區的杜納伊夫齊市鎮的村莊，面積0.71平方公里，海拔高度300米，2001年人口107，人口密度每平方公里150.1人。